# Autostrada A90
Die Autostrada A90 (italienisch für ‚Autobahn A90‘), auch Autostrada del Grande Raccordo Anulare (kurz: GRA, ital. für ‚Große Autobahnring-Verbindung‘) genannt, ist eine 68,2 km lange italienische Ringautobahn, die um die Hauptstadt Rom herumführt. Sie ist auf ihrer gesamten Länge mautfrei. Seit 1999 wird die Autobahn offiziell als „A90“ bezeichnet, was sich aber praktisch noch nicht durchgesetzt hat, da die Beschilderung weiterhin einzig die Abkürzung „GRA“ aufweist.
Das Akronym „GRA“ (große Ring-Verbindung) ist auch eine Ehrung des Ingenieurs Eugenio Gra, des ANAS-Präsidenten zu Zeiten der Planung der Ringautobahn. Er war einer der Hauptplaner und Unterstützer dieses Bauprojektes.

Verlauf der A90 im Detail

## Geschichte

### Erste Pläne
Gegen Ende des Zweiten Weltkrieges kam der Vorschlag auf, eine ringförmige Straße um Rom herum zu bauen. Eines der Hauptziele der Planer war es, die Straße so gleichmäßig wie möglich entfernt vom geografischen Stadtzentrum, dem Kapitol, zu bauen. Man wählte eine Entfernung von sieben Meilen (ca. 11,4 km). Zunächst wurde die Straße mit der Absicht gebaut, den Verkehr, der nicht das Zentrum Roms als Ziel hatte, aus dem Stadtverkehr herauszuhalten. Erst später gewann sie zusätzlich die Bedeutung, unterschiedliche Straßen auf einem möglich kurzen und effizienten Wege zu verbinden (beispielsweise die A1 mit der damaligen A2).

### Der Bau
Die Arbeiten begannen in den späten 1940er Jahren. Der erste Abschnitt (Flaminia-Tiburtina) wurde 1952 fertiggestellt. Bis 1970 wurde die Straße abschnittsweise immer weiter ausgebaut, bis schließlich mit dem Abschnitt Aurelia-Flaminia der Ring geschlossen wurde.
Obwohl die GRA ursprünglich als zweistreifige Straße konzipiert war und auch so gebaut wurde, wurde den Verantwortlichen schnell klar, dass die Verkehrsdichte weitaus höher lag als zunächst angenommen. Somit wurde schon gegen Ende der 50er Jahre die Straße auf zwei Fahrstreifen pro Fahrtrichtung ausgebaut. Als 1979 zusätzlich auf der gesamten Länge Standstreifen vorhanden waren, wurde die Ringstraße schließlich zu einer Autobahn aufgestuft.
1983 begannen die Arbeiten zu einer erneuten Verbreiterung auf drei Fahrstreifen pro Richtung. Heute ist der gesamte GRA mit drei Fahrstreifen pro Richtung (also sechsstreifig) ausgebaut.

## Einführung einer Maut
Auf Grund des hohen Verkehrsaufkommens und der damit verbundenen hohen Beanspruchung der Fahrbahn wurde in letzter Zeit über die Einführung einer Maut, wie sie auf den meisten italienischen Autobahnen bereits vorhanden ist, diskutiert. Dennoch gibt es zahlreiche Faktoren, die eine Einführung quasi unmöglich machen:
- Die Mautstellen würden die ohnehin schon kritische Verkehrssituation weiter verschärfen.
- Für die Mautstellen muss genügend Platz geschaffen werden, vor allem auch an den jeweiligen Ausfahrten, die sehr dicht beieinander liegen.
- Es existiert ein starker Widerstand in der römischen Bevölkerung gegen einen solchen Vorschlag.

## Trivia
- Unter den Bewohnern Roms ist einzig die Bezeichnung Il Raccordo (dt.: Der Zubringer) geläufig. Der vollständige Name wird nur in offiziellen Schriftstücken verwendet.
- In vielen Straßenkarten wird keine ansonsten gebräuchliche Bezeichnung für die A90 verwendet. Stattdessen findet man oft die Umschreibungen „Nordumfahrung“, „Ostumfahrung“, „Südumfahrung“ und „Westumfahrung“.
- Trotz der kürzlich erfolgten Einführung, die Ausfahrten zu nummerieren, ist es unter den Römer Bürgern üblich, die Ausfahrten nach den sie kreuzenden Straßen zu benennen. Zudem gibt es zahlreiche Nichtübereinstimmungen in der Nummerierungsfolge, da immer wieder neue Anschlussstellen hinzugekommen sind, denen noch keine Nummer zugewiesen wurde.
- Die Römer betrachten den Autobahnring auch oft als Stadtgrenze, ähnlich wie die Pariser Bevölkerung ihren Boulevard périphérique. Alles, was sich außerhalb des Ringes befindet, wird daher auch nicht der Stadt Rom zugeordnet.
- In Fellinis Roma (1972) von Federico Fellini wird ein gigantischer Verkehrsstau auf der GRA inszeniert.
- Der Italiener Gianfranco Rosi veröffentlichte 2013 mit Das andere Rom (Sacro GRA) einen preisgekrönten Dokumentarfilm, der sich Menschen widmet, die an und mit der GRA leben.[2]